# Aturus aulix
Aturus aulix är en kvalsterart som beskrevs av Mitchell 1954. Aturus aulix ingår i släktet Aturus och familjen Aturidae. Inga underarter finns listade.